# Arisbé
Arisbé (en grec ancien Ἀρίσϐη) est une cité de la Grèce antique sur la rive asiatique de l'Hellespont. Déjà mentionnée par Homère, elle fut par la suite peuplée par des colons ioniens originaires de Milet. 

## Situation

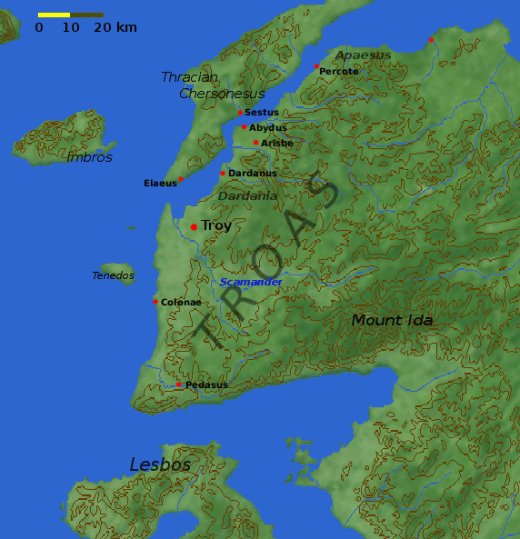
Carte montrant la localisation d'Arisbé au nord de Troie

Arisbé se trouve en Asie mineure, plus précisément en Mysie, région qui borde la Propontide (aujourd'hui mer de Marmara) au sud.
On positionne  cette cité, sans certitude, en Troade, partie de la Mysie, à quelque distance de la rive sud de l'Hellespont, près de la localité de Musaköy, dans la province de Çanakkale, entre Abydos au sud et Percote au nord.

## Histoire
Arisbé est déjà mentionnée chez Homère, comme la patrie de Teuthras et Axylos.
C'est à Arisbé qu'en mai 334 av. J.-C. Alexandre le Grand, qui a fait un détour pour visiter le site de Troie, rejoint son armée qui vient de franchir l'Hellespont et de débarquer en Asie.